# Любченко Леонід Миколайович
Любченко Леонід Миколайович — український режисер-документаліст (13.08.1896, Вінницька область -1963, м.Київ. Похований на Звіринець кому цвинтарі 

## Біографія
Народився 13 серпня 1896 р. у Вінницької обл. в родині службовців. Закінчив теакіновідділ малярського факультету Київського художнього інституту (1930). Працював редактором на Київській кінофабриці, а з 1931 р. — режисером фільмів з військової тематики. В 1940 р. перейшов на Київську студію науково-популярних фільмів.

## Творчість
Створив стрічки: «Мікробіологія», «Металургія» (1933), «Вчитись керувати мотоциклом», «Лазіння по деревах» (1942), «Пересування на гірських схилах» (1943), «Маскіровка бійця» (1944), «Короп» (1946), «На підводному пасовиську» (1947), «Родючість нашої землі» (1948), «Ставки та водоймища — багатство колгоспів» (1949), «Ставкове господарство колгоспів» (1949), «Шкідники сільського господарства культур» (1950), «Захист лісу від комах» (1951), «Розведення дзеркального коропа», «Основи технології машинобудування» (1953), "Комбайн «Донбас» (1954), «Технологія машинобудування» (1955), «Захист садів від шкідників» (1955), «Нове в механіці цукробурякового виробництва» (1956), «Кисень в природі та його використання», «Біологічний захист рослин» (1957), «За законами природи», «Підсікання лісу» (1958), «Полтавська битва», «Як людина створила бога», «Швидковиростаючі ліси» (1959), «Поливна промисловість УРСР», «Чорна металургія», «Економгеографія УРСР» (1960), «Консольно-фрезерні верстати», «Продольно-фрезерні верстати» (1961), «Захистимо сади від шкідників» (1962).
Був членом Спілки кінематографістів України.